# Mansour Kamardine
 (septembre 2023).
Mansour Kamardine, né le 23 mars 1959 à Sada (Mayotte), est un avocat et homme politique français.
Député de Mayotte de 2002 à 2007, il est à l’origine de l'abolition de la polygamie dans ce territoire de la France d'outre-mer, puis de la tenue d’un référendum sur la départementalisation de Mayotte. Il est réélu député sous l’étiquette Les Républicains en 2017 et 2022.

## Biographie
Mansour Kamardine est le fils de Daniel Kamardine, né en 1934 dans le village de Mangajou (commune de Sada) et lieutenant de Marcel Henry lors du combat dans les années 1960 pour le maintien de Mayotte dans la France. Sa mère, Fatima Mansour, cultivatrice, est née en 1936 à Sada.
Il est avocat inscrit au barreau de Mayotte, barreau dont il fut bâtonnier de 1997 à 1999.

## Parcours politique
À 18 ans, il s'engage, dès sa création, au sein du RMPR (Mouvement Mahorais pour la République), puis au RPR lors de la création de la fédération de Mayotte de ce parti politique. À 23 ans, il est élu maire de la commune de Sada lors des élections de 1983, devenant alors le plus jeune maire de France. Proche de Jacques Chirac, il poursuit son engagement après le retrait de ce dernier de la vie publique auprès d'Alain Juppé.
Candidat malheureux aux législatives de 1993, avec 44,3 % des voix au premier tour, il est élu conseiller général de Mayotte en 1994 dont il devient 1er vice-président en 2001.

### Député de Mayotte

#### Premier mandat et opposition à la polygamie
Il est élu député de Mayotte à sa 3e tentative lors des législatives de 2002, face au candidat UDF-MDM.
Élu député le 16 juin 2002 de la XIIe législature (2002-2007), dans la circonscription de Mayotte (circonscription unique), il siège au sein du groupe UMP. Membre de la commission des affaires culturelles familiales et sociales en début de mandat, il intègre la commission des lois constitutionnelles, de la législation et de l'administration générale de la République à partir de 2005. Il est membre de la Délégation de l'Assemblée nationale aux droits des femmes et à l'égalité des chances entre les hommes et les femmes.
Il défend et obtient l'abolition de la polygamie à Mayotte par un amendement en 2003. La même année, il défend et obtient également que la Constitution cite nominativement Mayotte. Fervent partisan de la départementalisation de Mayotte, il milite pour qu'une loi d'organisation d'un référendum local soit adoptée. La loi sur la consultation préalable à la départementalisation de Mayotte est adoptée en 2007 et la consultation est organisée en 2009, faisant de Mayotte le 101e département de France le 31 mars 2011.
Battu aux élections législatives du 17 juin 2007 par le candidat du MDM, principalement du fait de son opposition à la polygamie, il poursuit son engagement pour la départementalisation de Mayotte jusqu'à l'obtention officielle du statut de département, puis se met en retrait de la vie politique jusqu'en 2016. 

#### Retour à l'Assemblée nationale et critiques sur l'immigration
Mansour Kamardine retrouve les bancs de l'Assemblée nationale en juin 2017 en gagnant le scrutin législatif de la 2e circonscription de Mayotte, victorieux avec 64,61 % des suffrages exprimés face au candidat MDM, Ibrahim Boinahery.
Il siège au sein du groupe Les Républicains, et retrouve la commission des lois constitutionnelles, de la législation et de l'administration générale de la République. Alors qu'un quart des députés du groupe d'opposition Les Républicains vote contre la confiance au gouvernement d’Édouard Philippe après le discours de politique générale du Premier ministre et que les trois quarts du groupe s'abstiennent, Mansour Kamardine est le seul membre LR à voter la confiance le 4 juillet 2017.
Parallèlement, il alerte le pouvoir exécutif sur les risques de troubles liés à la pression migratoire et sur la situation sociale éducative et sanitaire. Il défend l'accélération de l'élargissement du droit commun à Mayotte pour lutter contre la pauvreté, l'illettrisme et le déficit d'accès au système de santé. Il se mobilise contre la signature de la feuille de route franco-comorienne du 12 septembre 2017 vers la libre circulation des personnes entre l'Union des Comores et Mayotte et est acteur du mouvement populaire de manifestation qui aboutit au retrait par le gouvernement français de l'accord du 12 septembre 2017. Il accompagne le mouvement social de 2018 à Mayotte et considère que le plan de sortie de crise du gouvernement ne prend pas suffisamment en compte les priorités des Mahorais
Il est réélu au conseil départemental de Mayotte lors des élections départementales de 2021 mais son élection est annulée. Il perd son siège lors de l'élection partielle qui suit.
Lors des élections législatives de 2022, il est réélu député au second tour avec 59,24 % face à Issa Issa Abdou (MDM).
Il soutient en avril 2023 l'Opération Wuambushu, menée par le ministre de l'Intérieur Gérald Darmanin, visant à rétablir l'ordre sur l'île et expulser les étrangers.
En décembre 2023, alors qu'il est écarté d'une commission d'enquête parlementaire sur la gestion des risques naturels, Jean-Philippe Nilor (groupe La France insoumise) dénonce « un arc entre le RN, la droite et les macronistes » et qualifie Mansour Kamardine de « nègre de maison ». Ce dernier parle de « délit racial » et réclame des excuses publiques,.

## Législatives 2024
Après la dissolution de l'Assemblée nationale le 9 juin 2024, il se présente aux législatives, comme les soixante autres députés sortants de LR, tous membres du groupe LR à l'Assemblée, qui n'ont pas suivi le projet d'alliance conclue entre Éric Ciotti, visé par trois procédures d'exclusion du parti Les Républicains, et le Rassemblement national. Dans un premier temps, André Rougé, le délégué national aux outre-mer du RN, avait annoncé qu'il ne présentera pas de candidat face à Mansour Kamardine puis a finalement décidé qu'Anchya Bamana sera bien candidate RN.

## Publications
- Mansour Kamardine, Promesses tenues ! D'une collectivité d'Outre-Mer à un département de la République, Éd. du Baobab, 2005 (lire en ligne)
- Mansour Kamardine, Discours de la République pour Mayotte, Chevagny-sur-Guye, Éditions Orphie, 2007, 463 p. (ISBN 978-2-87763-380-2, lire en ligne)
- Mansour Kamardine, J'assume, Saint-Denis (La Réunion), Orphie, 2008, 255 p. (ISBN 978-2-87763-468-7, lire en ligne)
- Mansour Kamardine, République et libertés au féminin : chatouilleuse en droit local, Mamoudzou (Mayotte), Ed. du Baobab, 2009, 69 p. (ISBN 978-2-908301-74-8, lire en ligne)
- Rouhania Kamardine et Mansour Kamardine, La départementalisation de Mayotte expliquée à la jeunesse mahoraise : l'ultime étape, Chevagny-sur-Guye, Yzâan, 2020, 143 p. (ISBN 978-2-87763-476-2, lire en ligne)

## Distinctions
- Chevalier de la Légion d'honneur[16]
- Chevalier de l'ordre national du Mérite